# Joel Souza
Joel Souza , né à Fremont (Californie) le 14 juin 1973, est un cinéaste et scénariste américain.

## Biographie
Joel Souza est blessé lors de l'incident de tournage du film Rust en octobre 2021.

### Vie privée
Souza vit dans la région de la baie de San Francisco, est marié et père de deux enfants.

## Filmographie
Sauf indication contraire, les informations mentionnées dans cette section peuvent être confirmées par la base de données cinématographiques IMDb,  présente dans la section « Liens externes ».
- 2010 : Le Trésor de Hanna (Hanna's Gold) - téléfilm
- 2015 : Ghost Squad
- 2015 : Christmas Trade
- 2017 : Break Night
- 2019 : Night Shift : Patrouille de nuit (Crown Vic)
- 2024 : Rust